# Journal of Experimental Biology
Das Journal of Experimental Biology ist ein wissenschaftliches Magazin, welches sich mit vergleichender und integrativer Biologie beschäftigt. Vor der Veröffentlichung eines Artikels unterliegen die wissenschaftlichen Studien einem Peer-Review, das heißt einer Beurteilung durch andere Experten, die als unabhängige Gutachter fungieren. Das Journal wird von The Company of Biologists in Cambridge, Vereinigtes Königreich vierzehntäglich herausgegeben. Das Magazin wurde erstmals im Jahre 1923 unter dem Namen The British Journal of Experimental Biology in Edinburgh veröffentlicht. Einer der Mitherausgeber des Journals, während dessen Anfangszeit, war der bekannte englische Biologe Julian Huxley. Im Jahre 1925 erhielt das Magazin den noch heutigen Titel Journal of Experimental Biology. Der erste Chefherausgeber des Magazins war der Zoologe Sir James Gray.
Im Magazin wurden im Laufe der Zeit vielfältige und herausragende Veröffentlichungen getätigt u. a. der Nobelpreisträger Peter Medawar und August Krogh.
Das Magazin hatte einen Impact Factor, als Maß für die durchschnittliche Zahl an Zitationen pro veröffentlichtem Artikel, von 3,00 im Jahr 2011 und einen durchschnittlichen 5-Jahre-Faktor von 3,30.